# Jozef van Wissem
Jozef van Wissem (n. 1962, Maastricht, Țările de Jos) este un compozitor neerlandez minimalist și muzicant la lăută stabilit în Brooklyn. În 2013, van Wissem a câștigat premiul Cannes Soundtrack Award pentru coloana sonoră a filmului Only Lovers Left Alive , la Festivalul International de Film de la Cannes. Un muzician continuu dedicat instrumentului său, Jozef van Wissem a studiat lăuta în New York cu Patrick O ' Brien. El a primit misiunea de la National Gallery din Londra să realizeze o compoziție muzicală pentru tabloul lui Hans Holbein, The Ambassadors. Totodată Jozef van Wissem compus muzică și pentru jocuri video precum [[The Sims (serie)|The Sims Medieval] .

## Cariera
Albumele solo ale lui Jozef van Wissem, It Is All That Is Made(2009) și Ex Patris (2010), au fost lansate la Important Records . El și-a lansat albumul The Joy That Never Ends în 2011, un album la care a lucrat cu Jim Jarmusch. El a compus, de asemenea, muzica pentru jocul The Sims Medieval.
Primul său album, Concerning the Entrance Into Eternity  , realizat în colaborare cu Jim Jarmusch, a fost lansat la Important Records, la începutul anului 2012.  The Mistery of Heaven ,al doilea său album realizat în colaborare cu Jim Jarmusch, a fost lansat mai târziu în acel an la Sacred Bones Records  . Piesa "The More She Burns the More Beautifully She Glows" fost realizată împreună cu Tilda Swinton. Van Wissem a compus coloana sonoră a filmului lui Jarmusch apărut în 2013, Only Lovers Left Alive  .

## Stil și influențe
Potrivit All Songs Considered  ale NPR  "compozițiile lui sunt grele și îți aduc un întuneric hipnotic".

## Discografie

### Albume Solo
- Retrograde: A Classical Deconstruction (2000, Persephone)
- Narcissus Drowning (2002, Persephone)
- Simulacrum (2003, BVHaast)
- Objects in Mirror Are Closer Than They Appear (2005, BVHaast)
- A Rose by Any Other Name: Anonymous Lute Solos of the Golden Age (2006, Incunabulum)
- Stations of the Cross (2007, Incunabulum)
- A Priori (2008, Incunabulum)
- It Is All That Is Made (2009, Important Records)
- Ex Patris (2010, Important Records)
- The Joy That Never Ends (2011, Important Records)
- Arcana Coelestia (2012, The Spring Press)
- Nihil Obstat (2013, Important Records)
- It Is Time For You To Return (2014, Crammed Discs)
- Partir to Live (2015, Sacred Bones)
- When Shall This Bright Day Begin (2016, Consouling Sounds)

### Collaborative albums
- Diplopia (2003, BVHaast) cu Gary Lucas
- Proletarian Drift (2004, BVHaast) cu Tetuzi Akiyama
- The Universe of Absence (2004, BVHaast) cu Gary Lucas
- Das Platinzeitalter (2007, Incunabulum) cu Maurizio Bianchi
- Hymn for a Fallen Angel (2007, Incunabulum) cu Tetuzi Akiyama
- All Things Are from Him, Through Him and in Him (2008, Audiomer) ca Brethren of the Free Spirit
- The Wolf Also Shall Dwell with the Lamb (2008, Important Records ) ca Brethren of the Free Spirit
- Suite the Hen's Teeth (2010, Incunabulum) cu Smegma
- Downland (2010, Incunabulum) cu United Bible Studies
- A Prayer for Light (2010, Incunabulum) cu Heresy of the Free Spirit
- Concerning The Entrace Into Eternity  (2012, Important Records) cu Jim Jarmusch
- The Mistery Of Heaven (2012, Sacred Bones Records ) cu Jim Jarmusch
- Apokatastasis (2012, Incunabulum) featuring Jim Jarmusch

### Compilation appearances
- "The Mirror of Eternal Light" pe The Garden of Forking Paths (2007, Important Records )
- "This Is How We Sing" pe New Music for Old Instruments (2012, Incunabulum) împreună cu Jon Mueller  și Robbie Lee